# Philodromus pygmaeus
Philodromus pygmaeus là một loài nhện trong họ Philodromidae.
Loài này thuộc chi Philodromus. Philodromus pygmaeus được Gershom Levy miêu tả năm 1977.